# Albert Pierrepoint
Albert Pierrepoint (Clayton, 30 maart 1905 - Southport, 10 juli 1992) was een Engelse beul.
Albert was de bekendste telg uit een familie van professionele beulen. Hij trad in de voetsporen van zijn vader Henry door vanaf 1932 als assistent van zijn oom Tom te fungeren. In 1940 volgde hij zijn oom op. Op 17 oktober 1941 voerde hij als beul zijn eerste executie op de gangster Antonio Mancini uit.
In 1943 trouwde hij met Annie Fletcher.
Albert nam ontslag in 1956, na een meningsverschil over zijn betaling. Zijn opvolgers waren Harry Allen en Robert Leslie Stewart. In zijn autobiografie uit 1974 stelde hij tegen de doodstraf te zijn omdat hier geen afschrikking van uitging. Maar later nam hij dat weer terug. Hij stierf in een bejaardentehuis in 1992, vier jaar na zijn vrouw. Zijn leven werd verfilmd onder de titel The Last Hangman.
Albert was een van de laatste officiële beulen in het Verenigd Koninkrijk en wordt beschouwd als de "meest productieve beul" van de twintigste eeuw. Hij voltrok 450 ophangingen tussen 1932 en 1956 (433 mannen en 17 vrouwen). Dit deed hij in het Verenigd Koninkrijk, Ierland en Egypte. In Duitsland verrichtte Pierrepoint van 1945 tot 1948 ophangingen van ruim 200 oorlogsmisdadigers.

## Bekende executies
- Zes Amerikaanse soldaten gestationeerd in het Verenigd Koninkrijk tijdens de Tweede Wereldoorlog die door de krijgsraad schuldig bevonden werden aan moord op Britse burgers.
- Elf Duitse oorlogsmisdadigers die ter dood werden veroordeeld op het eerste Bergen-Belsenproces (onder andere Josef Kramer, Fritz Klein en Elisabeth Volkenrath).
- William Joyce
- John George Haigh
- John Christie
- Ruth Ellis